# Borrelho-de-madagáscar
Borrelho-malgaxe ou borrelho-de-madagáscar (Anarhynchus thoracicus) é uma espécie de ave da família Charadriidae.
É endémica de Madagáscar.
Os seus habitats naturais são: florestas de mangal tropicais ou subtropicais, costas arenosas, marismas intertidais e lagoas costeiras de água salgada.